# Rivian
Rivian é uma empresa automotiva norte-americana, especializada em automóveis elétricos. Foi fundada em 4 de abril de 2009.

## História
A empresa foi fundada em 4 de abril de 2009 pelo CEO Robert "RJ" Scaringe. Depois de ser chamada Mainstream Motors, renomeada para Avera Automotive e depois para Rivian Automotive, a empresa começou a focar-se em veículos elétricos em 2011.

Um protótipo da Rivian em 2011, revelado por RJ Scaringe

Em fevereiro de 2019, a Amazon anunciou que iria investir por volta de 700 milhões de dólares na empresa. Em abril de 2019, a Ford Motor Company investiu 500 milhões de dólares. Em junho de 2019, a empresa tinha mais de 1.000 trabalhadores.
Em setembro de 2019, a Amazon encomendou 100.000 vans elétricas da Rivian, fazendo parte do plano da Amazon de ter toda a sua frota movida a energia renovável em 2030. As entregas começaram em 2021.
Atualmente está entre as 20 melhores empresas para se trabalhar nos Estados Unidos.